# 108140 Alir
108140 Alir este un asteroid din centura principală de asteroizi.

## Descriere
108140 Alir este un asteroid din centura principală de asteroizi. A fost descoperit pe 16 aprilie 2001 la Saint-Véran de Observatorul din Saint-Véran. Asteroidul prezintă o orbită caracterizată de o semiaxă mare de 2,63 ua, o excentricitate de 0,21 și o înclinație de 4,4° în raport cu ecliptica.